# Анттила, Каарло
Каарло Йохан Ялмари Анттила (фин. Kaarlo Johan Jalmari Anttila; 30 августа 1887 — 1 января 1975) — финский борец, олимпийский чемпион и чемпион мира.
Карло Анттила родился в 1887 году в общине Мухос. Выступая по правилам греко-римской борьбы, в 1915—1916 годах занимал вторые места чемпионата Финляндии, в 1917 году занял на нём третье место, в 1918—1920 годах становился чемпионом Финляндии.
После обретения Финляндией независимости Карло Анттила в 1920 году принял участие в Олимпийских играх в Антверпене где, выступая по правилам вольной борьбы, завоевал золотую олимпийскую медаль.
В 1921—1922 годах Карло Анттила, выступая по правилам греко-римской борьбы, выиграл два чемпионата мира.
В 1924 году Карло Анттила стал чемпионом Финляндии по правилам вольной борьбы, а на Олимпийских играх в Париже завоевал золотую медаль по правилам греко-римской борьбы.
В дальнейшем, выступая по правилам греко-римской борьбы, Карло Анттила в 1927 году завоевал бронзовую медаль чемпионата Финляндии, в 1928 году — серебряную, в 1929 — золотую.